# Csaba Sógor

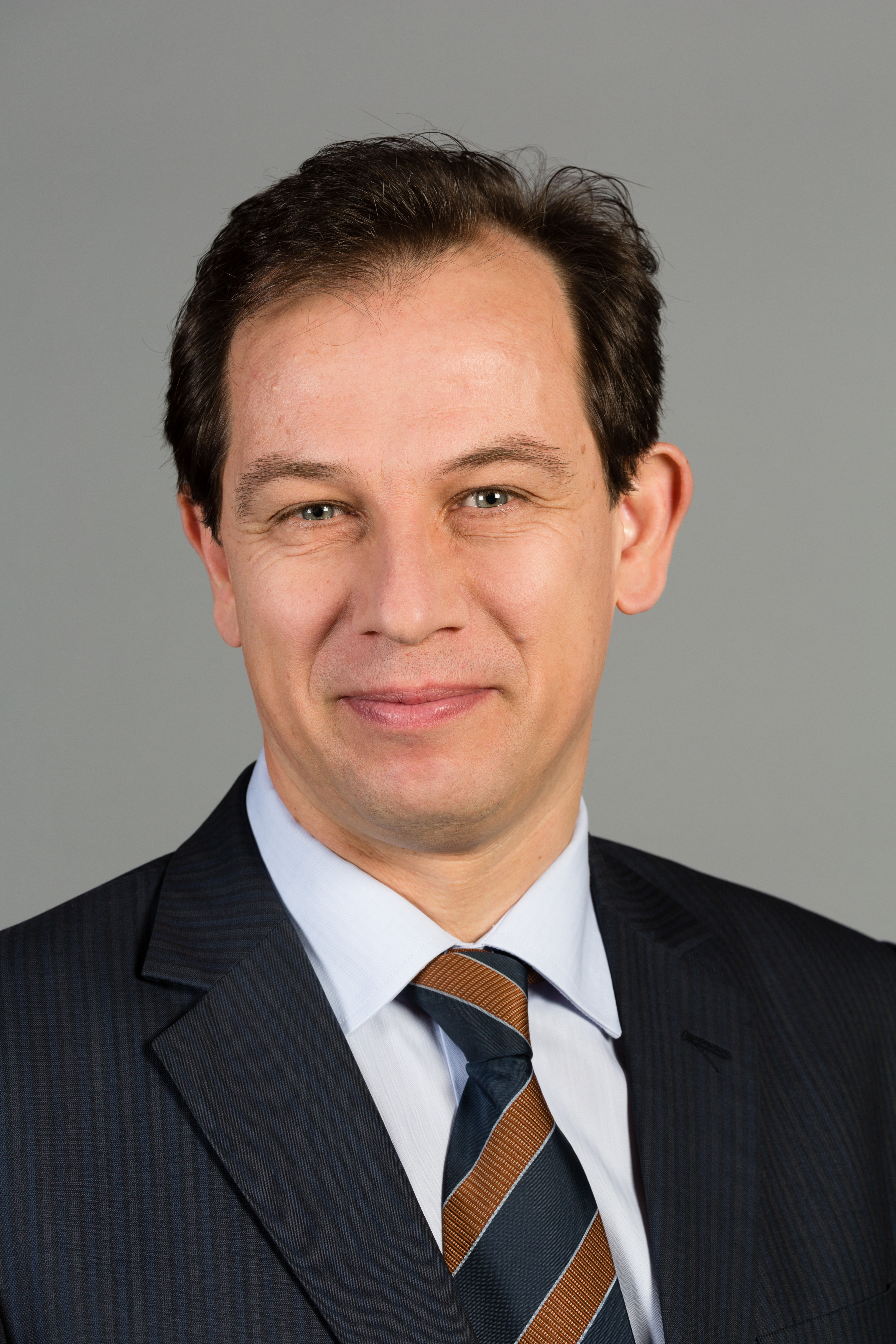
Csaba Sógor (2014)

Csaba Sógor (* 12. Mai 1964 in Arad) ist ein rumänischer Politiker der ungarischen Minderheit (UDMR).
Sógor legte theologische Studien an den Universitäten Zürich und Basel, dem Protestantisch-Theologischen Institut Sibiu und der Protestantischen Theologie mit Universitätsgrad in Cluj ab. Er besuchte einen Kurs von LEAD Europe am Imperial College London und einen Kurs an der Schule für Politik in Ovidiu Şincai.
Sógor ist seit 1990 Mitglied der Demokratischen Union der Ungarn in Rumänien. Er war reformierter Pastor in der reformierten Kirchengemeinde Ciceu im Bezirk Harghita und ökumenischer Berater sowie Berater für Außenbeziehungen im reformierten Bistum für Piatra Craiului. Von 2000 bis 2007 war er Mitglied des Rumänischen Senats, seitdem gehört er dem Europäischen Parlament an.